# مقياس استطالة

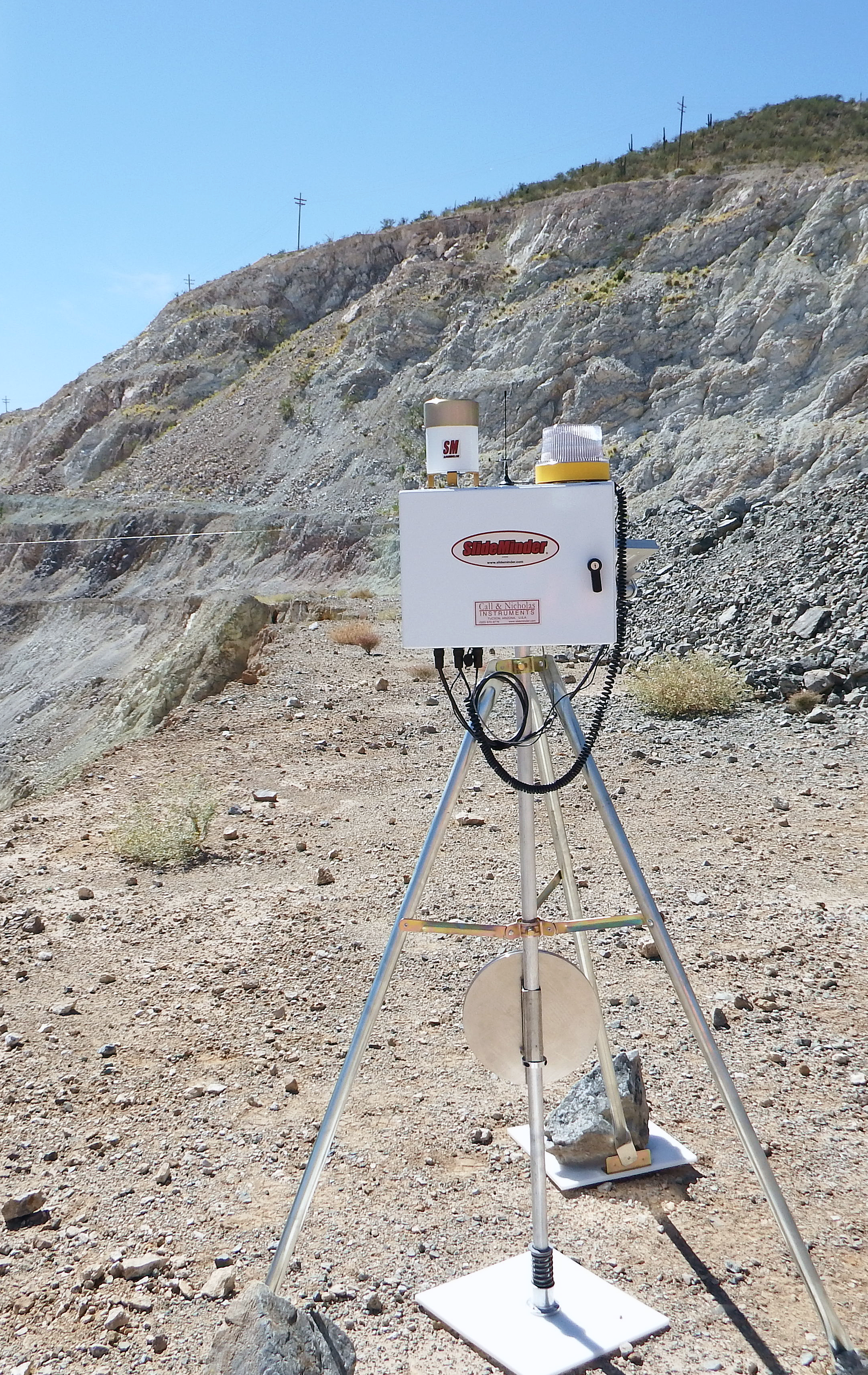
ممداد سلي يراقب إزاحة المنحدر وينقل البيانات عن بُعد عبر الأثير أو Wi-Fi

مقياس الاستطالة أو مقياس الانفعال أو مقياس التَّزحل أو المِلواء أو المِمْدَاد هو جهاز يستخدم لقياس التغييرات في طول الكائن. إنه مفيد لقياسات الإجهاد والانفعال واختبارات الشد. اخترعها جارِلز هِيُستن الذي وصفها في مقال في مجلة معهد فرانكلين في عام 1879. منح المخترع الحقوق لشركة Fairbanks & Ewing لاحقًا، وهي شركة كبرى لتصنيع أجهزة الاختبار والمقاييس.